# Pokémon Ranger
Pokémon Ranger (ポケモンレンジャー Pokémon Renjā?) es un videojuego de rol de acción desarrollado por HAL Laboratory y distribuido por Nintendo para Nintendo DS. Llegó al mercado el 23 de marzo de 2006 en Japón, el 30 de octubre de 2006 en Estados Unidos, el 7 de diciembre del mismo año en Australia y el 13 de abril de 2007 en Europa.
El juego es un spin-off del hilo argumental que siguen los juegos RPG de Pokémon, permitiendo conexión con Pokémon Diamante y Perla para así activar la misión especial del huevo de Manaphy. A pesar de esta misión especial y de la conexión con Perla y Diamante, a lo largo del juego únicamente aparecen pokémon pertenecientes a las tres primeras generaciones pokémon.
El juego cuenta a su vez con dos secuelas: Pokémon Ranger: Sombras de Almia, siendo éste también un spin-off y apareciendo en esta ocasión pokémon de la cuarta generación; y Pokémon Ranger: Trazos de Luz (Pokémon Ranger: Guardian Signs en inglés).

## Introducción
En Pokémon Ranger el protagonista es un aspirante a Ranger, un protector de la naturaleza y de los Pokémon. El jugador podrá elegir entre chico y chica como protagonistas de la aventura. Se puede elegir el nombre para el jugador.
La aventura empieza cuando el protagonista es aceptado como miembro de la Unión Ranger de uno de los pueblos de Floresta, el mundo en el que se desarrolla la aventura. El objetivo es ir adquiriendo experiencia y aumentar nuestra reputación hasta convertirnos en un jefe Ranger. Para conseguirlo se deberán realizar diferentes misiones por toda la región, entre las que habrá que hacer frente a un equipo de malhechores denominado Team Go-Rock.
En este juego, los Pokémon no se capturan con Poké Balls, sino que se utiliza un nuevo artilugio denominado Capturador que solo poseen los Ranger y tras el que va el equipo Go-Rock. La captura se realiza trazando círculos alrededor del Pokémon a capturar hasta alcanzar el número de círculos necesarios, que varía según el Pokémon. Además, los Pokémon no formarán parte del equipo para siempre sino que nos abandonarán después de habernos prestado su ayuda utilizando alguna de sus habilidades.

## Territorios de Floresta
En Floresta hay 4 poblaciones importantes, todas ellas con nombres derivados de estaciones del año.
a.

### Lugares de Floresta
- Villavera: Bosque Lila, Bosque Laberinto, Túnel Rocoso, Llanura Viridis.
- Otonia : Ruta Este, Fábrica Turnoche, Red de aguas de Otonia, Otonia.
- Villaestío: Mar Zafrán, Selva Oliva, Reliquia Selva, Cueva Helada, Lago Helado.
- Hiberna: Ruta Norte, Sierra Oscura, Guarida Go Rock, Templo Floresta, Techo de Floresta.

## La ayuda de los Pokémon
Las habilidades de los Pokémon serán claves para resolver las distintas misiones a lo largo del juego, pero también hay que saber elegir bien el momento de usarlas, puesto que, tras hacer uso de ellas, el Pokémon quedará liberado y no podremos seguir contando con su ayuda.
Las habilidades de los Pokémon pueden ser utilizadas en dos tipos de situaciones diferentes, bien en caminos, ciudades, cuevas y demás lugares con el fin de superar los distintos obstáculos que se hallan en el camino y avanzar; o bien en la captura de otros Pokémon más poderosos que puedan ayudar a superar los diversos retos de la aventura. Dependiendo de cada una de estas situaciones, la ayuda proporcionada por los Pokémon se denomina "Movimientos de Campo" y "Poké Ayuda" respectivamente.

### Cumplir misiones y superar obstáculos (Mov. Campo)
En el escenario del juego nos valdremos de las habilidades de los Pokémon para superar obstáculos y cumplir determinadas misiones, denominadas "Movimiento de Campo". Aunque no todos los Pokémon pueden ofrecer su ayuda en este aspecto, si es posible que nos ayuden en la captura de otros Pokémon.
Algunos ejemplos de Movimientos de Campo podrían ser las lianas de un Tangela, que servirán para atravesar ríos y acantilados, la electricidad de Pokémon eléctricos que servirá para recargar la energía del capturador, los ataques de agua de Pokémon acuáticos que ayudarán a extinguir incendios y la fuerza de Pokémon de tipo lucha que apartarán o destruirán obstáculos del camino que nos impidan avanzar.

### Ayuda en la captura de otros Pokémon (Poké Ayuda)
A la hora de capturar a los diversos Pokémon, las habilidades de los Pokémon que se encuentren en nuestro equipo pueden ser utilizadas para que el capturador adquiera nuevas propiedades que faciliten la captura de los Pokémon. Estas nuevas propiedades se denominan "Poké Ayudas" y se tiene un límite de tiempo para hacer uso de ellas, dependiendo del Pokémon que nos ayude en cada momento.
Las Poké Ayudas dependen del tipo al que pertenezca el Pokémon al que se solicite la ayuda, siendo algunas de dichas nuevas propiedades ralentizar o impedir atacar al Pokémon durante unos momentos, recargar la energía del capturador o disminuir la cantidad de círculos a trazar para capturar al Pokémon.
Estas son las distintas ayudas que se pueden recibir de los Pokémon amigos dependiendo del tipo de Pokémon al que pertenezcan:
- Descarga: Minun o Pusle descargan su energía en el rival dejándolo paralizado durante unos segundos.
- Bicho: Crea un enjambre que irá hacia el rival.
- Siniestro: Dobla la longitud de la línea pero se pierde un cuarto de la energía del capturador.
- Eléctrico: Rellena parcial o totalmente la energía del capturador.
- Lucha: Divide por dos el número de círculos a realizar alrededor de cualquier rival.
- Fuego: Crea líneas de fuego; si el rival las toca se ralentiza y no ataca.
- Volador: Creas torbellinos que paralizan al rival si los toca.
- Fantasma: Inmoviliza a la presa que esté dentro de los círculos creados.
- Planta: Creas barreras que el rival no podrá cruzar.
- Tierra: Creas barreras que el rival no podrá cruzar, ideal contra rivales de vuelo.
- Hielo: Congela al rival dejándolo paralizado.
- Veneno: Crea gas adormecedor.
- Psíquico: Aturde y levanta al rival del suelo.
- Roca: Lanza piedras al rival para detenerle.
- Agua: Crea burbujas para atrapar e inmovilizar a la presa.

## Directorio
El directorio es una base de datos donde se almacenan todos los datos relacionados con los Pokémon capturados. Cada Pokémon queda registrado junto con sus datos, el grupo al que pertenece y su movimiento de campo entre otras curiosidades. Los Pokémon registrados se organizan según un sistema numérico exclusivo de los Rangers.
El directorio se actualiza automáticamente cada vez que se captura una nueva especie de Pokémon, siendo posible recoger datos de 213 especies distintas de Pokémon en total. Una vez completado el directorio aparece una nueva marca en la ficha de identificación del Ranger, confirmando que éste ha completado el directorio con los datos de todos los Pokémon de la región.

### Regis
Una vez completado el juego, es posible moverse por las distintas zonas del juego libremente, pudiendo entonces centrarse en la búsqueda del trío de Pokémon legendarios de la tercera generación: Regirock, Regice y Registeel.
- Regirock: Se encuentra en una sala de una cueva llena de fantasmas de un acantilado al lado del Templo Floresta de la Sierra Oscura.
- Regice: Se encuentra en una sala de un acantilado de la Cueva Helada.
- Registeel: Se encuentra en una sala de un barranco del Túnel Rocoso.

## Conexión con otros juegos
La conexión con Pokémon Diamante y Perla se utilizará para transferir a Diamante y Perla un huevo que se conseguirá en una de las misiones especiales, del que saldrá Manaphy y que solo es obtenible por este método en Diamante y Perla. Además, la única forma de que eclosione es transfiriéndolo a esas ediciones.

## Secuela
En la edición de febrero de 2008 de la revista CoroCoro fue anunciada una secuela del juego titulada Pokémon Ranger: Sombras de Almia. Esta secuela llegó en marzo de 2008 al mercado japonés y en noviembre de 2008 al resto de mercados.
Pokémon Ranger: Sombras de Almia cuenta con Pokémon de las ediciones Diamante y Perla y de ediciones anteriores, además de la Conexión Wi-Fi de Nintendo para descargar nuevas misiones por tiempo limitado.
Posteriormente, a finales de 2010, llegó una nueva secuela titulada Pokémon Ranger: Trazos de Luz ("Pokémon Ranger: Guardian Signs" en inglés).

## Recepción
Pokémon Ranger recibió reseñas generalmente positivas de parte de los críticos especializados, que por lo general alababan los gráficos y el modo de juego.
Respecto a ventas, el juego vendió 193 337 copias en su primera semana en Japón, hasta el 31 de marzo de 2008, Pokémon Ranger vendió 2.70 millones de copias a nivel mundial.